# Rhône-Alpes
Rhône-Alpes [ʀoːnˈalp] (deutsch Rhone-Alpen) war eine Region im Südosten Frankreichs, die nach dem Fluss Rhone und den Alpen benannt war. Die Region bestand aus den Départements Ain, Ardèche, Drôme, Isère, Loire, Rhône, Savoie und Haute-Savoie. Hinzu kam die Métropole de Lyon, die den Départements gleichgestellt ist. Die Region hatte eine Fläche von 43.698 km² und 6.792.224 Einwohner (Stand 1. Januar 2022). Ihre Hauptstadt war Lyon.
Die Region stellte nach den Regionen Französisch-Guayana und Midi-Pyrénées flächenmäßig die drittgrößte Frankreichs dar. Gemessen an der Einwohnerzahl und der Wirtschaftskraft lag sie an zweiter Stelle nach der Region Île-de-France.
Zum 1. Januar 2016 wurde die Region Rhône-Alpes mit der benachbarten Region Auvergne zur neuen Region Auvergne-Rhône-Alpes fusioniert.

## Geographie

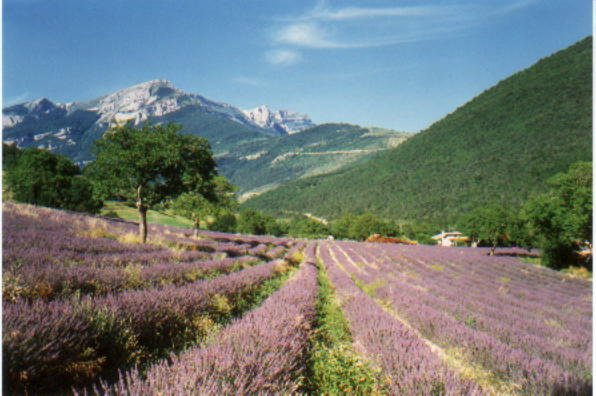
Typisches Bild der Region

Die Region Rhône-Alpes grenzt im Nordosten an die Schweiz und im Osten auf dem Hauptkamm der Alpen an Italien (Piemont und Aostatal). Im Süden grenzt sie an die Region Provence-Alpes-Côte d’Azur. Wichtige Flüsse sind die Rhone, die Isère und die Saône. Mit der Schweiz teilt sich die Region auch den Genfersee.

## Wappen
Beschreibung: Das Wappen ist gespalten und zeigt auf der linken Seite einen rot beflossten blauen Delfin, rechts einen silbernen Löwen: im blauen Schildhaupt balkenweis fünf goldene Lilien und im Schildfuß auf dem Spalt ein roter Schild mit einem weißen durchgehenden gemeinen Kreuz.

## Geschichte
Die Region setzt sich aus historisch sehr verschiedenen Gebieten zusammen, die – abgesehen von einer gemeinsamen Zugehörigkeit zum frühmittelalterlichen Königreich Burgund – zu ganz verschiedenen Zeiten zu Frankreich kamen. Man unterscheidet das Lyonnais, die Dauphiné sowie Savoyen, das erst 1861 französisch wurde.
Mit der Einrichtung der Regionen in Frankreich entstand 1960 die Region Rhône-Alpes. 1972 erhielt die Region den Status eines Établissements public unter Leitung eines Regionalpräfekten. Durch die Dezentralisierungsgesetze von 1982 erhielten die Regionen den Status von Collectivités territoriales (Gebietskörperschaften), wie ihn bis dahin nur die Gemeinden und die Départements besessen hatten. Im Jahre 1986 wurden die Regionalräte erstmals direkt gewählt. Seitdem wurden die Befugnisse der Region gegenüber der Zentralregierung in Paris schrittweise erweitert.

## Bevölkerung
Rhône-Alpes ist mit ca. sechs Millionen Einwohnern nach der Île-de-France die französische Region mit der zweitgrößten Bevölkerungszahl.
Lyon bildet mit seinen Nachbargemeinden die drittgrößte städtische Agglomeration Frankreichs mit 1.348.832 Einwohnern. Darüber hinaus liegen in der Region die Agglomerationen um Grenoble (mit 419.334 Einwohnern an zwölfter Stelle in Frankreich) und um Saint-Étienne (mit 291.960 Einwohnern an 18. Stelle in Frankreich). Im Nordosten der Region gehören Annemasse und weitere französische Gemeinden zur grenzüberschreitenden Agglomeration um das schweizerische Genf mit 106.673 Einwohnern im französischen Teil.
Im näheren Einzugsbereich (aire urbaine) von Lyon leben 1.648.216, in demjenigen von Grenoble 514.559 und in demjenigen von Saint-Étienne 321.703 Menschen. Damit lebt fast die Hälfte der Bevölkerung der Region im näheren Einzugsbereich einer dieser drei Städte.
Der Bereich der Hochalpen im Osten der Region sowie die südlichen Teile der Region sind hingegen relativ dünn besiedelt.

### Städte
Die bevölkerungsreichsten Städte der Region Rhône-Alpes sind:
| Stadt           | Einwohner (Jahr) | Département  |
| --------------- | ---------------- | ------------ |
| Lyon            | 520.774 (2022)   | Rhône        |
| Saint-Étienne   | 172.569 (2022)   | Loire        |
| Grenoble        | 156.389 (2022)   | Isère        |
| Villeurbanne    | 162.207 (2022)   | Rhône        |
| Annecy          | 131.272 (2022)   | Haute-Savoie |
| Vénissieux      | 66.701 (2022)    | Rhône        |
| Valence         | 64.288 (2022)    | Drôme        |
| Chambéry        | 60.251 (2022)    | Savoie       |
| Vaulx-en-Velin  | 52.448 (2022)    | Rhône        |
| Saint-Priest    | 49.193 (2022)    | Rhône        |
| Bourg-en-Bresse | 42.065 (2022)    | Ain          |

## Politische Gliederung
Die Region Rhône-Alpes ist in acht Départements untergliedert:
| 671.289 | (2022) |

| 333.229 | (2022) |

| 521.432 | (2022) |

| 1.291.380 | (2022) |

| 772.041 | (2022) |

| 1.907.982 | (2022) |

| 445.288 | (2022) |

| 849.583 | (2022) |

## Wirtschaft
Im Vergleich mit dem Bruttoinlandsprodukt der Europäischen Union ausgedrückt in Kaufkraftstandards erreichte die Region 2006 einen Index von 111,2 (EU-27 = 100).

## Verkehr

### Straßenverkehr
Das Autobahnnetz der Region Rhône-Alpes ist aufgrund der zentralen Lage der Region in Europa eines der dichtesten Frankreichs. So ist die A7 (auch „Autoroute du soleil“; deutsch „Sonnenautobahn“ genannt), die auf der Achse Paris–Lyon–Marseille liegt, eine der meistbefahrenen Frankreichs und für regelmäßige Staus bekannt.

### Schienenverkehr

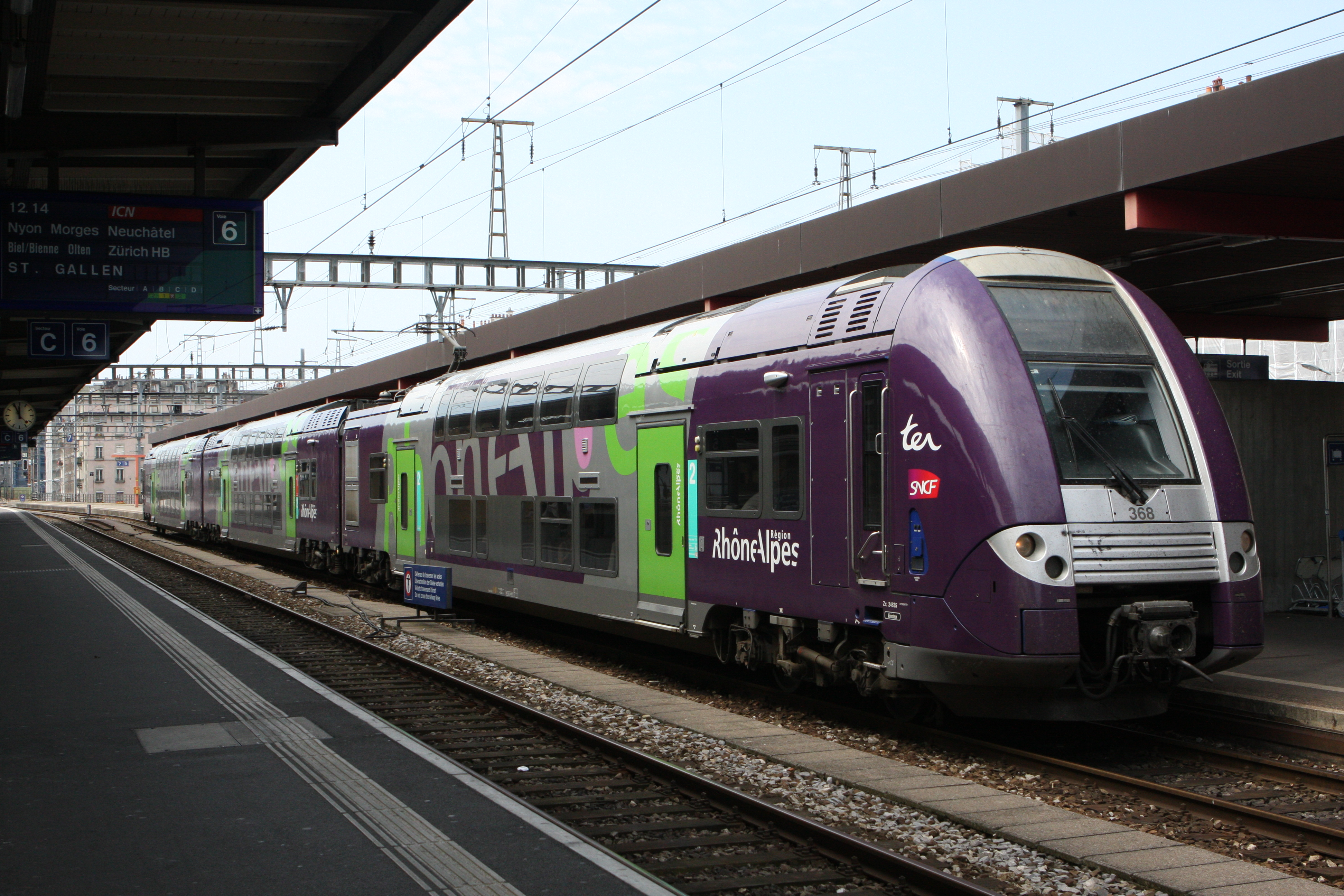
Alstom Coradia Duplex TER 2N der SNCF im Rhône-Alpes-Regionalverkehr

Die Region Rhône-Alpes verfügt über einen sehr guten Anschluss an das französische TGV-Netz: Richtung Süden über die LGV Méditerranée in Richtung Marseille und in Richtung Norden nach Paris über die LGV Rhône-Alpes bzw. LGV Sud-Est. Seit Dezember 2011 ist die LGV Rhin-Rhône nach Straßburg in Betrieb.

### Öffentlicher Nahverkehr
Die drei größten Städte der Region (Lyon, Grenoble, Saint-Étienne) verfügen jeweils über ein Straßenbahn- und Busnetz. Die Hauptstadt Lyon verfügt darüber hinaus über eine U-Bahn.

### Luftverkehr
In der Region befinden sich mehrere kleine Flughäfen, von denen viele hauptsächlich im Winter durch Skitouristen benutzt werden.
Der mit Abstand größte Flughafen ist der Flughafen Lyon Saint-Exupéry, an zweiter Stelle folgt der Flughafen Grenoble Saint-Geoirs, der hauptsächlich von Billigflug- und Chartergesellschaften bedient wird.